# Gunnarsnäs kyrka
Gunnarsnäs kyrka  är en kyrkobyggnad som sedan 2010 tillhör Örs församling (tidigare Gunnarsnäs församling) i Karlstads stift. Kyrkan ligger omkring två kilometer nordost om Dals Rostock i Melleruds kommun.

## Kyrkobyggnaden
Stenkyrkan uppfördes troligen i början av 1200-talet och lär ha varit gårdskyrka till Ekholmens herrgård som ligger i närheten. Under första hälften av 1600-talet förlängdes kyrkan åt öster och fick ett tresidigt kor. Under 1800-talet upptogs större rundvälvda fönsteröppningar. År 1882 byggdes ett vapenhus vid västra kortsidan och en sakristia vid östra kortsidan bakom koret. Ett tidigare vapenhus vid södra sidan revs. Det gamla vapenhusets ålder är okänd. År 1904 sattes öppna bänkar in.  
Kyrkorummet har ett platt innertak av trä som har målningar utförda 1780 av Anders Larsson Krok.

## Klockstapel och klockor
Intill kyrkan finns en skiffertäckt klockstapel med stolpkonstruktion som lär vara uppförd 1811. 
- Lillkockan är av den ovanliga och ålderdomliga bikupeformen. Så kallad efter de bikupor av halm som var vanliga förr. Åldern har uppskattats till tidigt 1200-tal.[1]

## Inventarier

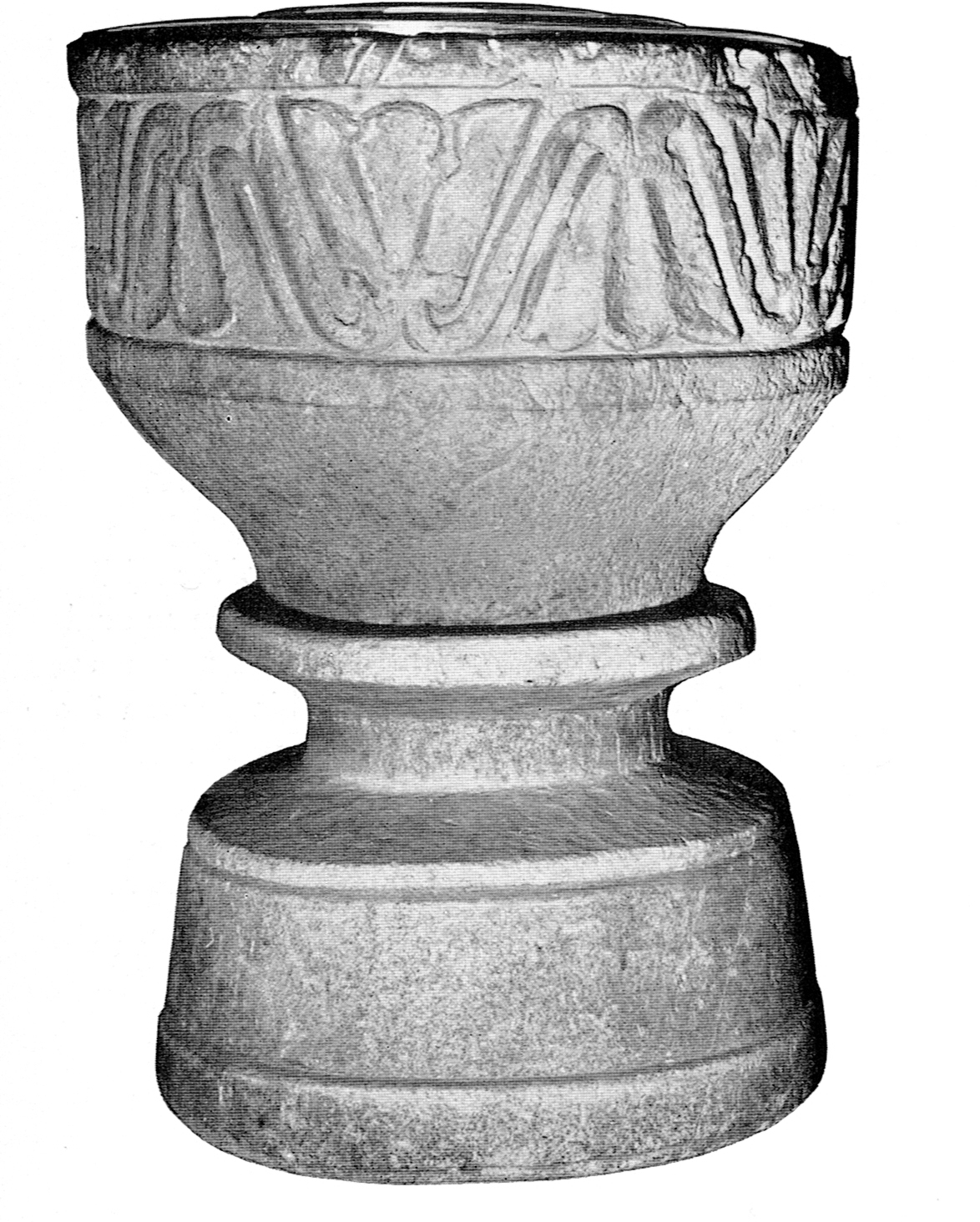
Dopfunten.

- Predikstolen i renässansstil är byggd 1632 av en okänd konstnär.
- Altartavlan är utförd 1740 av Isak Schullström.

### Dopfunt
Dopfunten från 1200-talet består av två cuppor. Den ena cuppan är upp- och nedvänd och fungerar som fot.
- Den övre cuppan av rödgrå sandsten är 41 cm hög. Den har en bred bård med palmettmotiv. Uttömongshål i mitten. Tidigare svåra skador är numera lagade.
- Den nedre cuppan av täljsten, vilken tjänstgör som fot, är 42 cm hög. Den har ett utsirat band längs kanten och en ritsad cirkel kring den nedre kanten. Uttömningshål åt ena sidan. Det finns skador i form av sprickbildning.[2]

### Orgel
- 1910 byggde Hammarbergs Orgelbyggeri AB, Göteborg en orgel med 4 stämmor.
- Den nuvarande mekaniska orgeln, som är placerad på läktaren i väster, byggdes 1978 av Lindegren Orgelbyggeri AB, Göteborg. Instrumentet har femton stämmor fördelade på två manualer och pedal. Fasaden är från 1910 års orgel och är stum. [3] Orgeln har ett tonomfång på 56/30.

| Huvudverk I   | Svällverk II      | Pedal      | Koppel |
| Rörflöjt 8´   | Gedackt 8'        | Subbas 16´ | I/P    |
| Principal 4´  | Salicional 8´     | Pommer 4´  | II/P   |
| Täckflöjt 4'  | Gemshorn 4'       |            | II/I   |
| Kvinta 2 2/3' | Principal 2'      |            |        |
| Blockflöjt 2' | Kvinta 1 1/3'     |            |        |
| Ters 1 3/5'   | Krumhorn 8'       |            |        |
| Mixtur 3 kor  | Tremulant         |            |        |
|               | Crescendosvällare |            |        |

## Interiörbilder

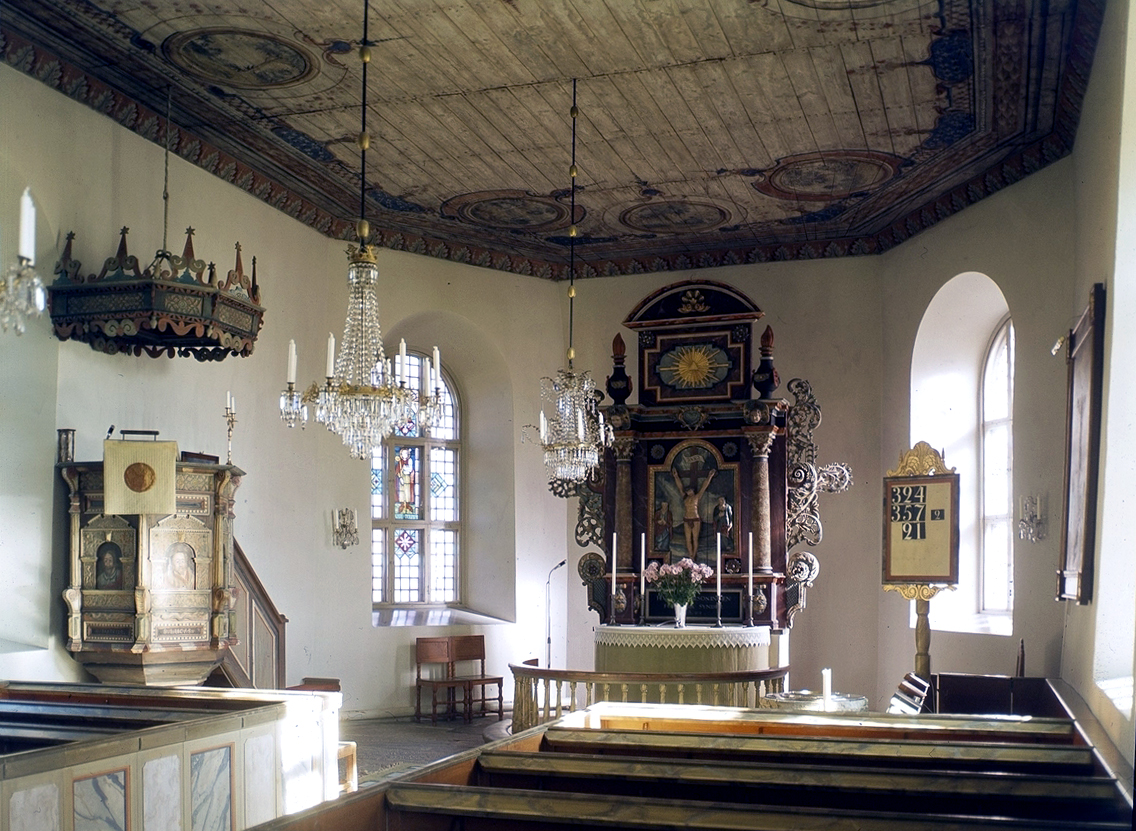
Interiör mot koret 1979.
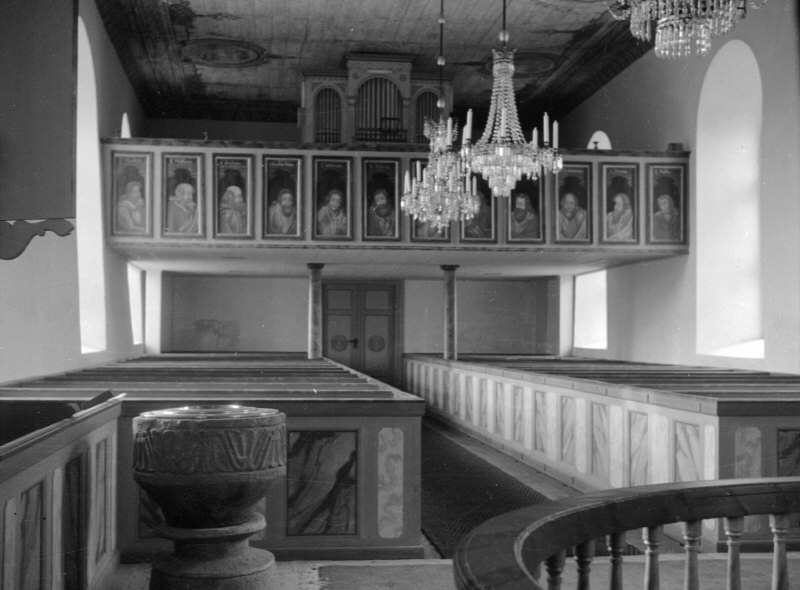
Interiör mot orgelläktaren 1946.
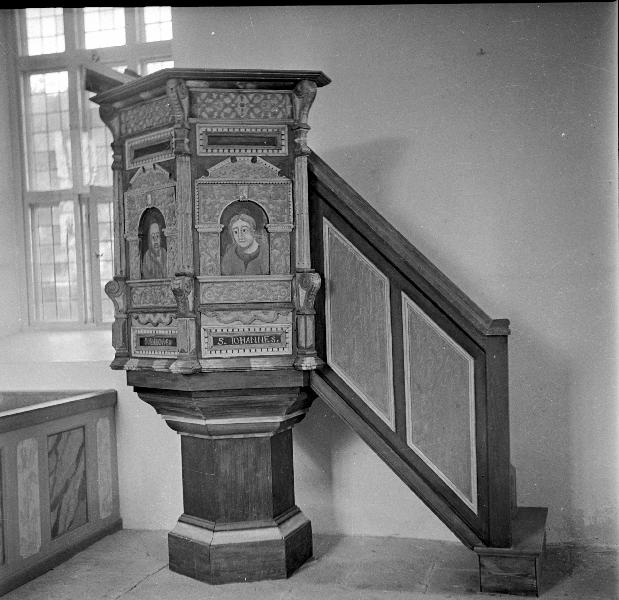
Predikstolen.